# رزتا (فضاپیما)
رُزتا یک کاوشگر فضایی رباتیک است که توسط سازمان فضایی اروپا برای یک مطالعه دقیق از دنباله‌دار ۶۷ پی/چوریوموف-گراسیمنکو ساخته و راه‌اندازی‌شد.این کاوشگر روباتیک، مأموریت خود را در دوم ماه مارس ۲۰۰۴ آغاز کرد و با راکت آریان ۵ از گویان فرانسه به اطراف مدار سیاره مشتری پرتاب شد؛ در ۶ اوت ۲۰۱۴ پس از ده سال و پنج ماه و چهار روز پس از پرتاب سرانجام به مقصد نهایی خود (در آن‌سوی مدار مشتری) رسید. این نخستین بار در تاریخ بشر است که یک فضاپیما وارد مدار یک دنباله‌دار می‌شود. مأموریت روزتا اطلاعات زیادی را در مورد منشأ منظومه شمسی در اختیار دانشمندان قرار داد.
این فضاپیما از مرکز کنترل سازمان فضایی اروپا در شهر دارمشتات آلمان هدایت می‌شد. «سیلوین لودیوت»، مدیر عملیات پروازی رزتا، رسیدن این فضاپیما به ۶۷پی را از مرکز کنترل این مأموریت در دارمشتاد آلمان اعلام کرد. هدف از این مأموریت مشاهده و بررسی ۶۷پی از فاصله ۱۰۰ کیلومتری بود. در ماه نوامبر یک سفینه فرودگر به نام فیلی را به سطح این دنباله‌دار فرستاد.

## برنامه زمانی کاوشگر رُزتا
برنامه زمانی کاوشگر رُزتا در مسیر رسیدن به ۶۷پی به قرار زیر بود:
مارس ۲۰۰۵ - مانور قلاب سنگ در اولین گذر از کنار زمین
۲۶ فوریه ۲۰۰۷ - مانور قلاب سنگ در گذر از کنار مریخ
نوامبر ۲۰۰۷ - مانور قلاب سنگ در دومین گذر از کنار زمین
۵ سپتامبر ۲۰۰۸ - گذر از نزدیکی خرده‌سیارک استینز
نوامبر ۲۰۰۹ - مانور قلاب سنگ در سومین و آخرین گذر از کنار زمین
دهم ژولای ۲۰۱۰ - گذر از نزدیکی خرده‌سیارک لوتِتیا
از می۲۰۱۱ تا ژانویه ۲۰۱۴ - دوران خواب زمستانی در اعماق فضا
ژانویه تا می۲۰۱۴ - فرایند نزدیکی به دنباله‌دار
اوت ۲۰۱۴ - فرایند نقشه‌برداری و آنالیز دنباله‌دار
نوامبر ۲۰۱۴ - جدا شدن فیله از رزتا و فرود آن بر سطح دنباله‌دار
از نوامبر ۲۰۱۴ تا دسامبر ۲۰۱۵ - تعقیب و مراقبت دنباله‌دار به دور خورشید

## برترین دستاورد علمی ۲۰۱۴ از نگاه مجله ساینس

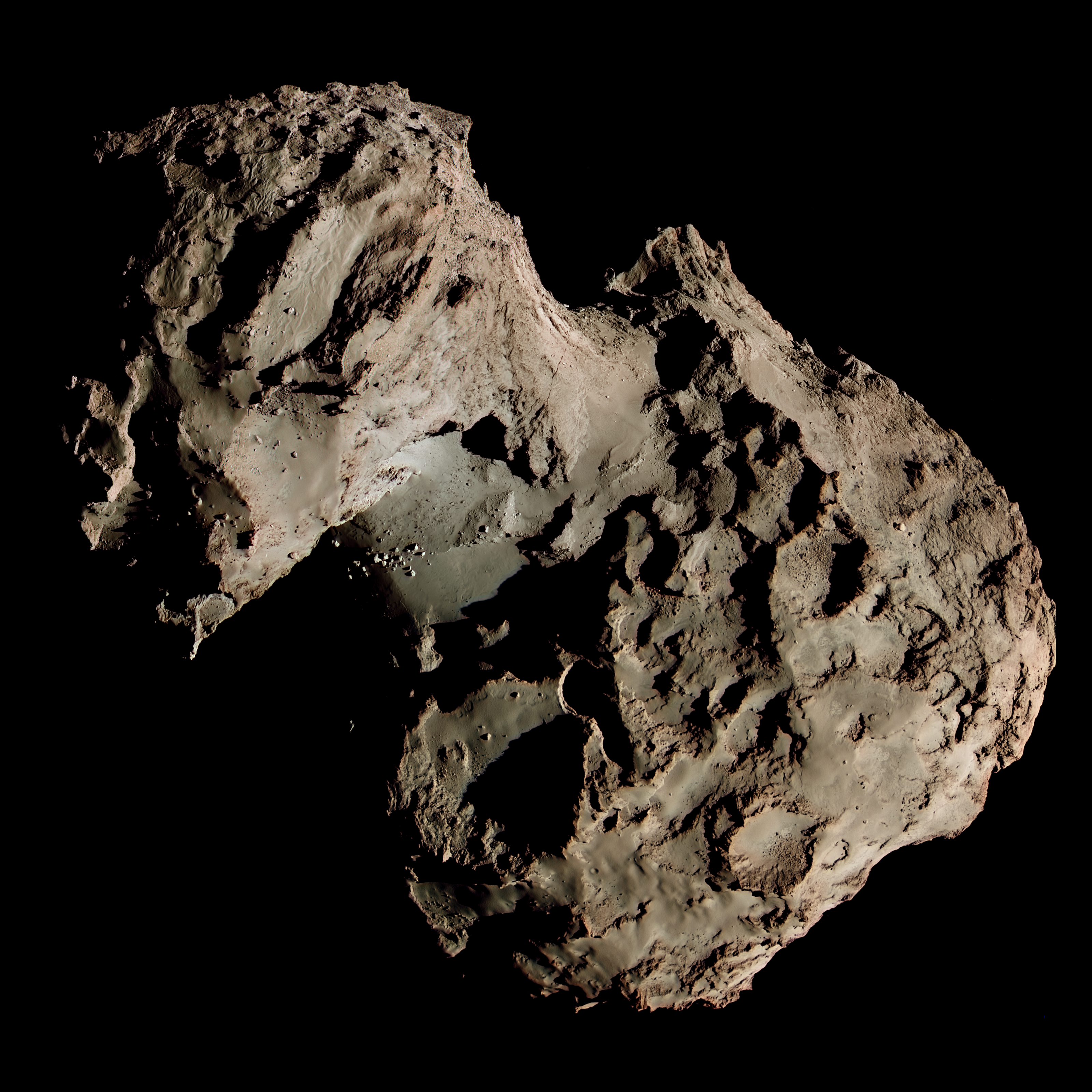
دنباله‌دار ۶۷ پی/چوریوموف-گراسیمنکو

فرود نرم این فضاپیما بر روی دنباله‌دار ۶۷ پی/چوریوموف-گراسیمنکو به عنوان برترین دستاورد علمی ۲۰۱۴ از سوی مجله معتبر ساینس برگزیده شد. نمایندگان مجله ساینس در بیانیه‌ای اعلام کردند:
اگرچه فرود کاوشگر سخت‌تر از انتظارات پیشین بود و فیله در جایی دورتر از هدفش فرود آمد، در هر صورت این نخستین فرود نرم بر روی یک دنباله‌دار به‌شمار می‌رود. داده‌های این دو کاوشگر فضایی تا به این لحظه درک بهتری از شکل‌گیری و تکامل چنین دنباله‌دارهایی ارائه کرده‌است.